# Bunomys coelestis
Bunomys coelestis  (Thomas, 1896) è un roditore della famiglia dei Muridi diffuso sull'isola di Sulawesi.

## Descrizione

### Dimensioni
Roditore di piccole dimensioni, con la lunghezza della testa e del corpo tra 147 e 179 mm, la lunghezza della coda tra 138 e 171 mm, la lunghezza del piede tra 35 e 38 mm, la lunghezza delle orecchie di 26,5 mm.

### Aspetto
La pelliccia è soffice e fine. Le parti superiori sono bruno-rossicce, mentre le parti ventrali sono bruno-rossicce chiare. Il muso è relativamente lungo e affusolato, gli occhi sono piccoli. Le orecchie sono grandi e rotonde. Le parti dorsali delle zampe sono bruno-rossastre, le dita sono bianche e munite di artigli lunghi e robusti. La coda è più corta della testa e del corpo, nerastra sopra, bianca sotto e ricoperta finemente di peli. Sono presenti 14 anelli di scaglie. Le femmine hanno due paia di mammelle inguinali. 

## Distribuzione e habitat
Questa specie è conosciuta soltanto da individui catturati sul Gunung Lampobatang, nella parte sud-occidentale di Sulawesi.
Vive nelle foreste primarie montane tra 1.800 e 2.500 metri di altitudine.

## Conservazione
La IUCN Red List, considerato che l'intera popolazione è localizzata in un'unica località e che l'habitat è in continuo degrado, classifica B.coelestis come specie in grave pericolo (CR).